# روبرت ويلسون (لاعب كريكت)
روبرت ويلسون (1 أكتوبر 1948 في نيوزيلندا - ) (بالإنجليزية: Robert Wilson)‏ هو لاعب كريكت نيوزلندي.

## وصلات خارجية
- روبرت ويلسون على موقع إي آس بي آن كريك إنفو (الإنجليزية)